# Alilación de carbonilo
La Alilación de carbonilo, en química orgánica, describe métodos para agregar un anión alilo a un aldehído o a una cetona para producir un alcohol homoalílico. La alilación de carbonilo fue reportada por primera vez en 1876 por Alexander Zaitsev y empleó un reactivo de alilzinc.

## Versiones enantioselectivas
En 1978, Hoffmann informó sobre la primera alilación asimétrica de carbonilo utilizando un reactivo de alilmetal quiral, un alilborano derivado del alcanfor. Dichos métodos utilizan reactivos de metales alílicos preformados. El enfoque está bien desarrollado utilizando alilboranos
Como se ilustra en la alilación de Keck, las adiciones catalíticas enantioselectivas de reactivos de alilmetales aquirales a compuestos de carbonilo también son posibles mediante adiciones de organoestananos.
(13)
 Como lo ilustra la alilación de Keck, Las adiciones catalíticas enantioselectivas de reactivos de alilmetales aquirales a compuestos de carbonilo también son posibles mediante adición de organoestananos.
También se han desarrollado reactivos de boronato y -borano alílicos para la adición enantioselectiva de carbonilos; en esta clase de reacciones, el reactivo de boro alílico confiere control estereoquímico

### Catálisis
En 1991, Yamamoto reveló el primer método enantioselectivo catalítico para la alilación de carbonilo, que empleaba un catalizador ácido de Lewis de boro quiral en combinación con aliltrimetilsilano. Siguieron muchos otros métodos catalíticos enantioselectivos para la alilación de carbonilo. Las variantes catalíticas de la reacción de Nozaki-Hiyama-Kishi representan un método alternativo para la alilación de carbonilo asimétrica, pero se requieren reductores metálicos estequiométricos.
Mientras que las alilaciones de carbonilo asimétricas antes mencionadas se basan en reactivos de alilmetal preformados, la alilación de Krische explota el acetato de alilo para la alilación de carbonilo enantioselectiva. Los métodos seleccionados para la alilación de carbonilo asimétrica se resumen a continuación.

## Uso en síntesis total
La alilación de carbonilo se ha empleado en la síntesis de productos naturales de policétido y otras moléculas oxigenadas con una matriz contigua de estereocentros. Por ejemplo, la alilestananación de un aldehído derivado de la treosa produce el macrólido antascomicina B, que estructuralmente se parece a FK506 y rapamicina, y es un potente aglutinante de FKBP12. La alilación de Krische se usó para preparar el policétido (+)-SCH 351448, un ionóforo macrodiólido con 14 centros estereogénicos.